# Объект 167

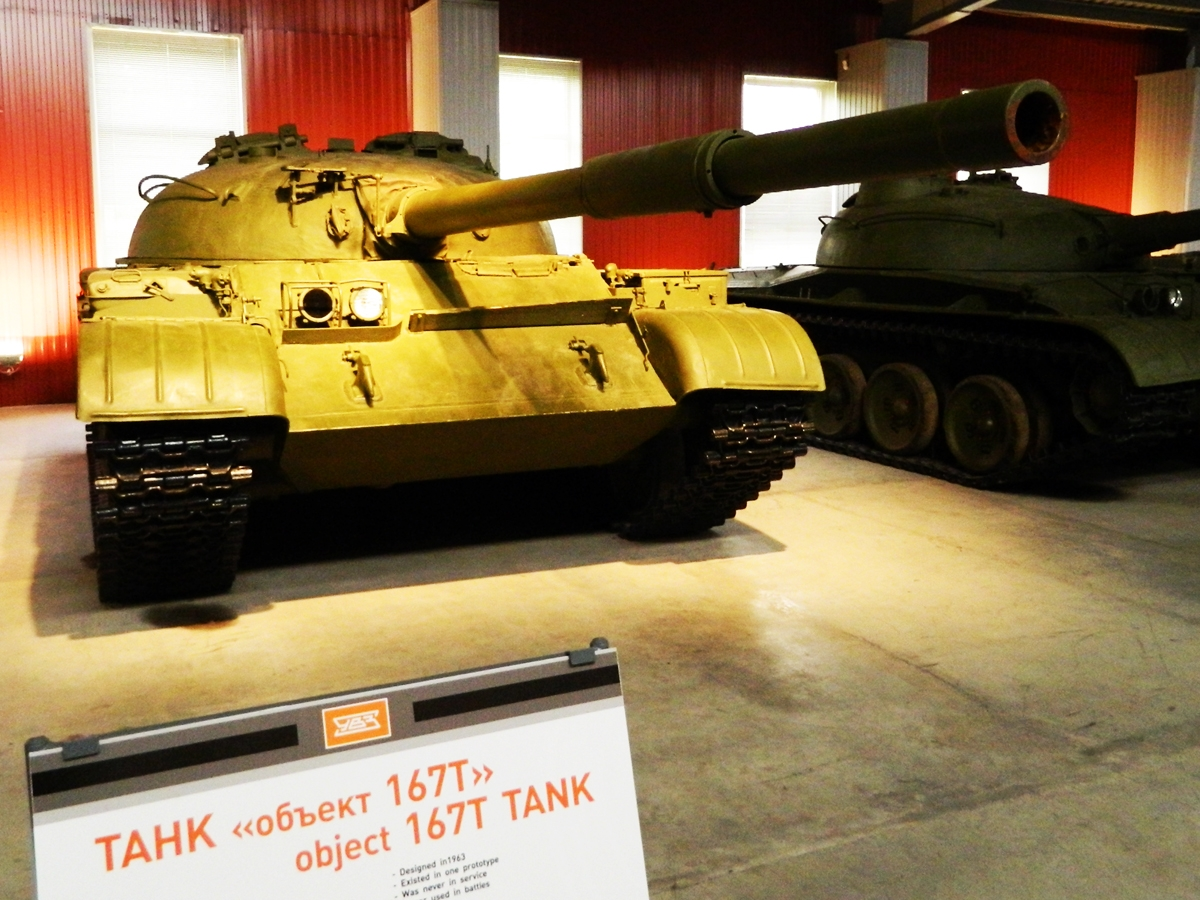
Объект 167Т в Музее бронетанковой техники (Нижний Тагил)

Объект 167 — советский опытный средний танк. Серийно не производился.

## История создания
В 1961 году в инициативном порядке в честь XXII съезда КПСС на Заводе № 183 в Нижнем Тагиле был разработан танк под обозначением «Объект 167». Руководителем работ был главный конструктор Карцев Л. Н. Первоначально проект был нацелен на улучшение характеристик танка Т-62 за счёт новой ходовой части и более мощного двигателя.
Согласно техническому проекту новый танк должен был иметь следующие улучшения по сравнению с Т-62:
- установка более мощного вооружения;
- полуавтоматическое заряжание пушки;
- применение противорадиационных материалов бескассетного воздухоочистителя;
- использование дизеля В-26, системы гидросервоуправления агрегатами трансмиссии, а также поддерживающих роликов и опорных катков меньшего диаметра в ходовой части.

«Объект 167» прошёл государственные испытания, по результатам которых был рекомендован к принятию на вооружение. Однако на вооружение его не приняли в связи с принятием на вооружение в 1961 году «Объекта 166» под обозначением Т-62. Возражения Карцева, что «Объект 167» является более совершенным танком чем «Объект 166», учтены не были, в связи с необходимостью немедленной замены в производстве полностью устаревшего Т-54/55 и неготовностью к производству принципиально нового танка «Объект 432» (СБТ Т-64). Однако работы по «Объекту 167» не были свёрнуты. С появлением пушки Д-81 работы были возобновлены. Новый образец получил эту пушку, а также автомат заряжания. Новому танку был присвоен индекс «Объект 167М». В январе 1963 года Л. Н. Карцев написал письмо Н. С. Хрущёву, в котором предлагал всё-таки наладить серийный выпуск «Объекта 167» в связи с неготовностью Т-64. Однако получил отказ.
Позже в 1963 году автомат заряжания, изготовленный для «Объекта 167М», был установлен на один из опытных образцов Т-62 (Объект 166Ж). В 1965 году были завершены работы по его доработке. В итоге тагильский автомат заряжания получился лучше харьковского для «Объекта 432». Автомат был проще по конструкции, надёжнее, обеспечивал переход механика-водителя из отделения управления в боевое без выполнения каких-либо предварительных работ, за счёт этого повышал живучесть танка при обстреле. Автомат заряжания имел ёмкость на 21 выстрел. В результате, начиная с 1966 года тагильский завод был готов выпускать танк Т-62 с автоматом заряжания, который мог использовать боеприпасы для Т-64. Но и тогда танк не был запущен в серийное производство. 5 ноября 1967 года на Уралвагонзавод прибыл Министр оборонной промышленности С. А. Зверев, где ему был продемонстрирован Т-62 со 125-мм пушкой Д-81 и автоматом заряжания. Автомат заряжания ему понравился и он предложил устанавливать его в харьковский Т-64. В таком варианте все узлы и механизмы работали удовлетворительно, за исключением ходовой части. Из-за чего было предложено использовать ходовую часть Объекта 167. Такой модификации танка было присвоено обозначение «Объект 172».

## Описание конструкции
Для прямой наводки был установлен дневной прицел ТШ2Б-41 и ночной ТПН-1-41-11. Для стрельбы с закрытых огневых позиций использовались боковой уровень и азимутальный указатель.

### Броневой корпус и башня
Броневая защита объекта 167 — противоснарядная. Обитаемые отделения защищались внутри и снаружи пластинами из противорадиационных материалов. Чтобы сохранить массу в предельно допустимых нормах немного была уменьшена толщина нижнего лобового (80 мм), кормового (30 мм) и бортовых листов корпуса (70 мм) по сравнению с танком Т-62. Более того, была изменена конструкция люка механика-водителя. Люк был смещён на 50 мм вправо и на 20 мм вперёд. Чтобы разместить новые увеличенные радиаторы системы охлаждения, кормовой лист был наклонён назад на 13°50'. В корме над вентилятором вместо откидной крышки установлена жалюзи, которая регулировалась с места механика-водителя. Крыша над двигателем откидывалась на одних петлях, что и крыша над радиатором. Такая конструкция позволила убрать люк над воздухоочистителем. В отделении управления под сиденьем механика-водителя в днище была выполнена выштамповка, для удобства размещения.
Башня была заимствована с танка Т-62, однако с некоторыми изменениями: был увеличен размер, количество и изменено расположение бонок для крепления оборудования, толщина крышки люка заряжающего была уменьшена с 25 мм до 20 мм. Из крышки люка командира был убран сигнальный лючок.

### Вооружение
Изначально на опытный танк планировалось установить 125-мм гладкоствольную пушку Д-81, однако на первых образцах из-за отсутствия таковой пушки была установлена 115-мм пушка У-5ТС. С ней был спарен 7,62 пулемёт СГМТ. В 1963—1964 годах, в качестве эксперимента, на одном из опытных образцов были установлены направляющие для ПТУР 9М14 «Малютка».

### Двигатель и трансмиссия
Чтобы улучшить динамические качества танка, в моторно-трансмиссионном отделении устанавливался новый двигатель В-26. При частоте вращения коленчатого вала 2100 об/мин, двигатель развивал мощность до 515 кВт (700 л.с.), в результате удельная мощность выросла до 19,1 л.с./т. Двигатель В-26 был создан в челябинском СКБ-75 на базе серийного В-55, имел те же посадочные места и устанавливался на том же подмоторном фундаменте, но при этом был обеспечен ПЦН Н-10 на верхней половине картера со стороны носка.
Вспомогательным стартером СТ-16М от двух пятилитровых баллонов со сжатым воздухом осуществлялся пуск двигателя. Чтобы обеспечить надёжный пуск двигателя в холодное время, на танке был установлен форсуночный подогреватель с принудительной подачей топлива и цилиндрическим котлом рубашечного типа. По сравнению с Т-62 ёмкость топливных баков была увеличена на 40 л. Запас хода танка «Объект 167» по шоссе достиг 550—600 км.
В связи с установкой более мощного дизеля, агрегаты трансмиссии были усилены, но при этом сохранили взаимозаменяемость с агрегатами танка Т-62. В трансмиссии была изменена конструкция входного редуктора, теперь он имел привод к генератору. Чтобы обеспечить повышенные скорости движения, было изменено передаточное число бортового редуктора.

### Ходовая часть
В ходовой части была применена торсионная подвеска с оригинальными рычажно-лопастными гидроамортизаторами на крайних узлах. На 1, 2, 5-м и 6-м узлах каждого борта были установлены ограничители хода балансиров. Рабочая длина торсиона была увеличена, с одновременным уменьшением диаметра до 42 мм. Благодаря этому удалось увеличить динамический ход опорных катков до 242 мм, что дало большую плавность хода.

## Модификации
- «Объект 167Ж» — с пушкой 2А21
- «Объект 167» с ПТУР «Малютка» (1961 г.) — опытный средний танк с установкой трех ПТУР «Малютка» на крыше башни с ручным перезаряжанием (боезапас 6 шт).
- «Объект 167М» — с пушкой Д-81 и автоматом заряжания
- «Объект 167Т» — с двигателем ГТД-3Т
- «Объект 167ТУ» — с двигателем ГТД-3ТУ, имевшим сокращенное время пуска в условиях низких температур
- «Объект 166ТМ» — на базе серийного танка Т-62 с двигателем ГТД-3ТУ, но с ходовой частью танка «Объект 167»

## Сохранившиеся экземпляры
- Россия:
  - Бронетанковый музей в Кубинке
  - Музей бронетанковой техники (Нижний Тагил) Уралвагонзавода